# كريس تومسون (كاتب)
كريس تومسون (بالإنجليزية: Chris Thompson)‏ هو منتج أفلام وكاتب سيناريو أمريكي، ولد في 1952 في ديترويت في الولايات المتحدة، وتوفي في 26 يونيو 2015 في تولشا لايك ‏ في الولايات المتحدة.

## وصلات خارجية
- كريس تومسون على موقع IMDb (الإنجليزية)
- كريس تومسون على موقع ألو سيني (الفرنسية)
- كريس تومسون على موقع قاعدة بيانات الفيلم (الإنجليزية)
- كريس تومسون على موقع كينوبويسك (الروسية)